# 수피 브래드쇼
수피 브래드쇼(영어: Sufe Bradshaw, 1986년 4월 16일 ~ )는 미국의 배우이다. HBO의 드라마 시리즈 《부통령이 필요해》에 수 역으로 출연하면서 알려졌다.